# Aniela Aszpergerowa
Loentyna Aniela Aszpergerowa (Warschau, 29 november 1815 - Lemberg, 28 januari 1902) was een Poolse toneelactrice. Ze is de overgrootmoeder van acteur John Gielgud.

## Biografie
Aniela Aszpergerowa werd in Warschau geboren als de dochter van Maria Wasinska en Stefan Kaminski uit Bolimów. Ze begon met haar carrière bij het Warschau Theater Directoraat in 1835 waar ze speelde in de komedie Zazdrośni w miłości. Een jaar later stond ze ook op het toneel in Vilnius en vervolgens in Minsk. Aldaar trouwde ze met de acteur Wojciech Aszperger. Omstreeks 1840 verhuisden ze naar Warschau en daarna naar Lemberg. Hier wist Aszpergerowa uit te groeien tot een beroemdheid en zij zou van haar tijd een van de beroemdste actrices worden van het voormalige Pools-Litouwse Gemenebest.
Ze speelde bij de opening van het Skarbkowskiego Theater in 1842 in een toneelstuk van Aleksander Fredro. Na een aantal jaar in Lemberg scheidde ze van haar echtgenoot en keerde ze terug naar Warschau. Aszpergerowa zou vervolgens ook op diverse podia in het buitenland spelen, zoals in Berlijn, Wenen en Londen. Ze speelde verschillende rollen, waaronder Ophelia in Shakespeares Hamlet en in Balladyna van Juliusz Słowacki. Ze zou tot 1896 op het toneel actief blijven. Aszpergerowa was ook een mentor van de actrice Helena Modrzejewska.
Naast acteren was Aniela Aszpergerowa ook politiek actief. Ze zette zich in voor vrouwenrechten en daarnaast nam ze ook deel aan de Januariopstand tegen het Keizerrijk Rusland in 1863. Vanwege haar rol in de opstand werd ze opgepakt en veroordeeld tot een gevangenisstraf. Ze werd al na korte tijd vrijgelaten.
- Gemeinsame Normdatei: 1070478148
- Virtual International Authority File: 9854151778245418130001
- WorldCat: E39PBJppwKmyrKJryfwjcgGfv3